# Brachymesia
Brachymesia is een geslacht van libellen (Odonata) uit de familie van de korenbouten (Libellulidae).

## Soorten
Brachymesia omvat 3 soorten:
- Brachymesia furcata (Hagen, 1861)
- Brachymesia gravida (Calvert, 1890)
- Brachymesia herbida (Gundlach, 1889)